# Десять зручностей, десять приємностей
Десять зручностей, десять приємностей (яп. 十便十宜, じゅうべんじゅうぎ, дзюбен дзюґі) — вірш Лі Юя (1611—1680), китайського літератора династії Цін, який оспівував заміське життя. 

## Короткі відомості
Вірш був створений таким чином. Поет жив біля підніжжя гори в хатинці, виготовленій з трави і очерету, і тримав двері на замку. Одного разу він приймав гостей, які зауважили йому, що жити в провінції справді тихо, але надзвичайно незручно. На це поет відповів їм віршем, навівши двадцять доказів того, що життя за містом чудове. 1771 року на за мотивами цього вірша японські художники Іке но Тайґа та Йоса Бусон створили однойменну серію картин, які вважаються Національним скарбом Японії. Найвідомішим твором з серії є «Зручно рибалити» пензля Іке но Тайґи. Картини зберігаються в музеї Кавабати Ясунарі, японського письменника Нового часу, який замість того щоб купити власний дім, придбав ці шедеври.

## Альбом десяти зручностей

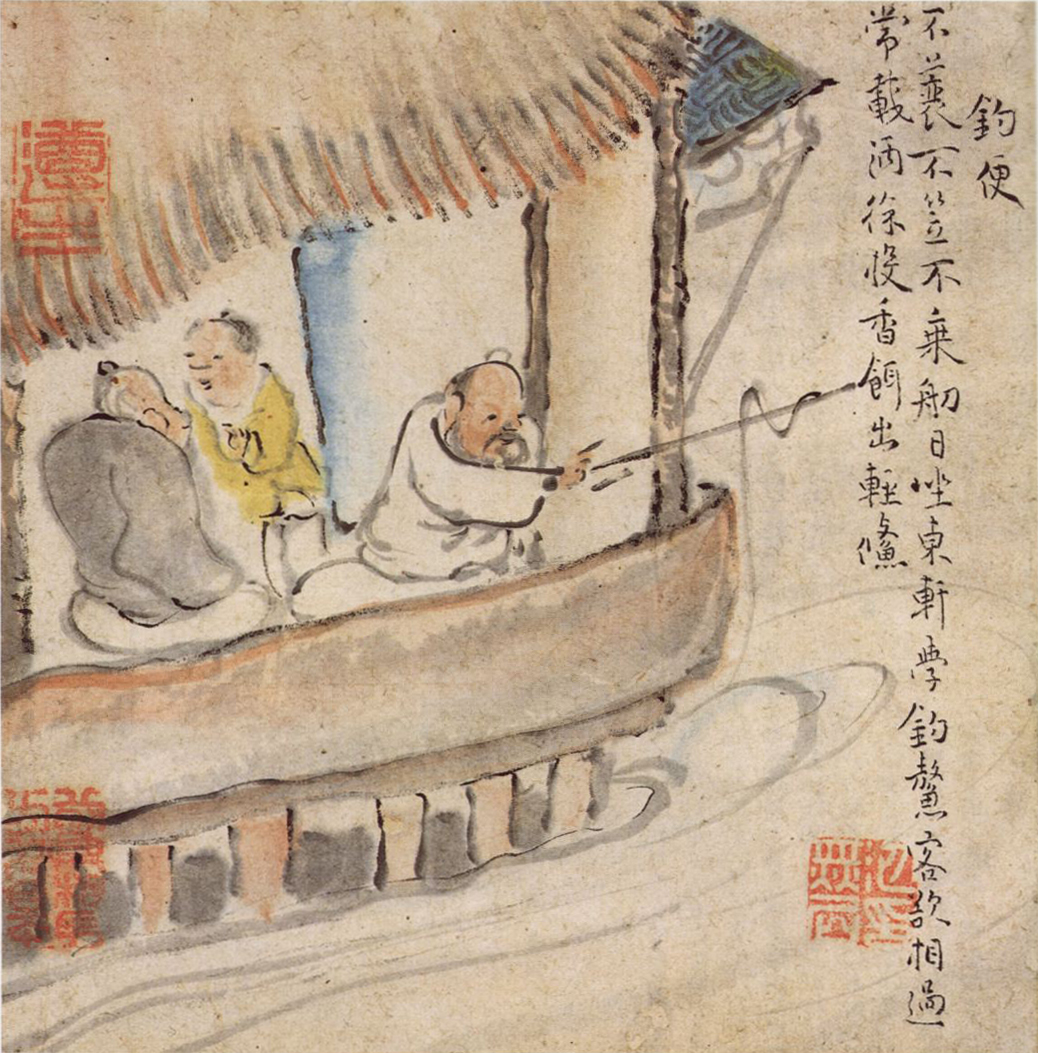
«Зручно рибалити».

Альбом десяти зручностей був написаний Іке но Тайґою. Він ілюструє десять вигод проживання в провінції, які навів Лі Ю. Картини символізують багатство людини, яка живе разом із природою.
- Зручно обробляти землю яп. 耕便, こうべん, кобен.
- Зручно набирати воду яп. 汲便, きゅうべん, кюбен.
- Зручно прати яп. 浣濯便, かんたくべん, кантакубен.
- Зручно зрошувати поле яп. 潅園便, かんえんべん, кан'енбен
- Зручно рибалити яп. 釣便, ちょうべん, тьобен.
- Зручно голосно співати яп. 吟便, ぎんべん, ґінбен.
- Зручно займатися сільськими роботами яп. 課農便, かのうべん, канобен.
- Зручно збирати хмиз яп. 樵便, しょうべん, сьобен.
- Зручно захищатися вночі яп. 防夜便, ぼうやべん, хоябен.
- Зручно проглядати околиці яп. 眺便, ちょうべん, тьобен.

## Альбом десяти приємностей

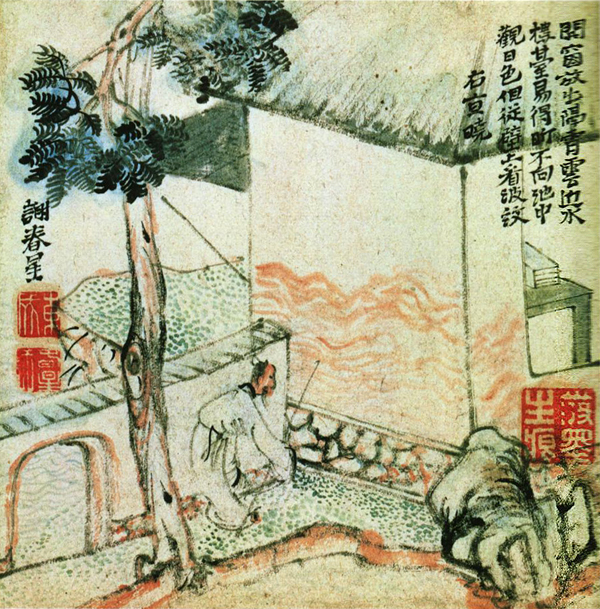
Приємний світанок

Альбом десяти приємностей був написаний Йосою Бусоном. Він ілюструє десять вигод проживання в провінції, які пов'язані із плинністю часу та зміною пір року. 
- Приємна весна яп. 宜春, ぎしゅん, ґісюн.
- Приємне літо яп. 宜夏, ぎか, ґіка.
- Приємна осінь яп. 宜秋, ぎしゅう, ґісю.
- Приємна зима яп. 宜冬, ぎとう, ґіто.
- Приємний світанок яп. 宜暁, ぎぎょう, ґіґьо.
- Приємний вечір яп. 宜晩, ぎばん, ґібан.
- Приємний білий день яп. 宜晴, ぎせい, ґісей.
- Приємний вітер яп. 宜風, ぎふう, ґіфу.
- Приємні тіні яп. 宜陰, ぎいん, ґіїн.
- Приємний дощ яп. 宜雨, ぎう, ґіу.